# مؤسسات المحامي رانجيت موهانتي
تأسست مجموعة مؤسسات المحامي رانجيت موهانتي (BRM) في عام 2000 كمؤسسة BRM لتوفير التعليم في علوم الكمبيوتر لطلاب المدارس لحكومة أوديشا. وبعد ذلك، قامت بتنويع برامجها بإضافة دورات الهندسة والإدارية والتدريب المهني إلى مناهجها. جميع الدورات، باستثناء دورات الدبلوم الهندسية، تابعة لجامعة بيجو باتنايك للتكنولوجيا . دورات الدبلوم الهندسية تابعة لـ SCTE و VT في أوديشا.

## تاريخ
تأسست مجموعة مؤسسات BRM في عام 2000 كمؤسسة BRM لتقديم التعليم الحاسوبي من خلال مشروع المدرسة الإلكترونية لحكومة أودشا. في عام 2001، بدأت أول تعليم لها في الفصل الدراسي مع تعليم الدبلوم. وبعد مرور عام، تمت إضافة درجة البكالوريوس في إدارة الأعمال والبكالوريوس في علوم الكمبيوتر تحت إشراف جامعة أوتكال . مرة أخرى في عام 2003 بدأت برنامج ماجستير إدارة الأعمال بدوام كامل لمدة عامين تحت الانتساب إلى BPUT ، والذي تمت الموافقة عليه من قبل AICTE . وبعد ذلك أضافت ماجستير علوم الكمبيوتر وبكالوريوس التكنولوجيا وماجستير التكنولوجيا إلى مناهجها الدراسية.

## الملف الأكاديمي
مجموعة BRM هي مجموعة من الكليات في أوديشا. تم قبول أكثر من 2000 طالب في الكلية في المناهج الدراسية كل عام. يتم دعمه من قبل معهد BRM الدولي للتكنولوجيا، ومعهد BRM الدولي للإدارة، ومدارس BRM للأعمال. يتم الحفاظ على منهجها الدراسي وفقًا للمعايير الجامعية لـ BPUT و AICTE . لقد تعاونت المجموعة التعليمية مع العديد من المنظمات الدولية لتعزيز قيمها واسمها.[أي منها؟]

## الحرم الجامعي والمرافق
وتمتد المؤسسة على مساحة 8 أفدنة من الأرض، وتقع على ضفاف نهر كواخاي. يمكن الوصول إليه عبر NH-16 (سابقًا NH-5) . أقرب محطة سكة حديدية هي محطة سكة حديد بوبانسوار وأقرب مطار هو مطار بيجو باتنايك .

## الدورات المقدمة
- ماجستير في التكنولوجيا
- ماجستير إدارة الأعمال (MBA)
- ماجستير في تطبيقات الحاسوب
- بكالوريوس في التكنولوجيا
- دبلوم في الهندسة

## روابط خارجية
- الموقع الرسمي